# جائحة كوفيد-19 في منطقة خليج سان فرانسيسكو
تضم منطقة خليج سان فرانسيسكو مجموعةً من المدن الكبرى، وهي سان خوسيه، وسان فرانسيسكو، وأوكلاند، وكانت هذه المنطقة بؤرةً أولى لجائحة كوفيد 19 في ولاية كاليفورنيا. أُكدت الحالة الأولى لمرض كوفيد 19 بالمنطقة في مقاطعة سانتا كلارا يوم 31 يناير 2020. وكانت أول حالة وفاة معروفة بسبب مرض كوفيد 19 بالولايات المتحدة لمريض مقيم في مقاطعة سانتا كلارا يوم 6 فبراير.
وضع المسؤولون المحليون بعضًا من الجهود الأولى للتخفيف من الأزمة في الولايات المتحدة. طُبق أول أمر إلزامي بالبقاء في المنزل، في البر الرئيسي للولايات المتحدة، بمنطقة الخليج يومي 16 و17 مارس، واستمر الأمر حتى منتصف شهر مايو، وأثر هذا الأمر على 6.7 مليون شخص تقريبًا. وكان التخفيف من انتشار العدوى بالمنطقة، مقارنةً بمدن الساحل الشرقي للولايات المتحدة، بفضل الاستجابة الحكومية المبكرة.
أدت عمليات الإغلاق الواسعة الناتجة عن الجائحة إلى حالة ضخمة من البطالة بالإضافة إلى اضطرابات كبرى بالاقتصاد، إذ تبدل الحال من وجود فائض في ميزانية الحكومات المحلية إلى عجز تاريخي بالميزانية. عجلت الجائحة من تبني المنطقة لوسائل التعليم عن بُعد بين المدارس، ووسائل العمل عن بعد بين الشركات، خاصةً في مجالات التقنية. تحسنت جودة الهواء حول منطقة خليج سان فرانسيسكو نتيجةً للانخفاض في حركة المرور.

## خلفية
في 12 يناير 2020، أكدت منظمة الصحة العالمية عن ظهور فيروس كورونا المستجد كسبب للمرض التنفسي الذي أصاب مجموعة من الأشخاص في مدينة ووهان، مقاطعة خوبي، الصين، إذ أُبلغ عنهم إلى منظمة الصحة العالمية في 31 ديسمبر 2019. كانت نسبة الوفيات بين الحالات المُشخصة بكوفيد-19 أقل بكثير من جائحة فيروس سارس في عام 2003، لكن انتقال العدوى كان أكبر، والوفيات أيضًا.

## الانتشار
ظلت أعداد الوفيات والحالات التي احتاجت أن تُعالج داخل المستشفيات بهذه المنطقة أقل من التوقعات المبدئية لها، وأفضل عند مقارنتها بالأعداد الخاصة بمدن الساحل الشرقي، بالرغم من روابط السفر والروابط الاقتصادية والثقافية الوثيقة بين ولاية كاليفورنيا والصين. افترض الباحثون أن تقلص التأثير المبدئي للجائحة نتج من خلال تدابير التباعد الاجتماعي المبكرة نسبيًا بالإضافة إلى مجموعة من العوامل الأخرى المتنوعة، بما يشمل انخفاض الكثافة السكانية، والثقافة القوية لاستخدام السيارات الخاصة مع انخفاض استخدام وسائل النقل العامة، والطقس المناسب في شهر فبراير، بل وخسارة فريق سان فرانسيسكو 49 في مباراة سوبر بول 54 النهائية أيضًا.
أبلغت المقاطعات التسع بمنطقة الخليج، بالإضافة إلى مقاطعة سانتا كروز، عن العدد التراكمي لإجمالي حالات الإصابة المؤكدة حتى يوم 26 مايو 2020، والذي بلغ 13060 حالةً مؤكدةً و434 حالة وفاة موكدةً بسبب مرض كوفيد 19. كان بمقاطعة ألاميدا حالات مؤكدةً وحالات وفاة أكثر من أي مقاطعة أخرى في شمال كاليفورنيا، وتليها مقاطعة سانتا كلارا. نشرت بعض المقاطعات تقسيمات للحالات بكل ولاية قضائية محلية بها. في مقاطعة ألاميدا، كانت مدينة هايوارد صاحبة أعلى معدل إصابة للفرد، بواقع 270.2 إصابة بكل 100 ألف شخص، بينما كانت مدينة أوكلاند صاحبة أعلى عدد للحالات. وكان أكبر عدد للحالات بمقاطعتي سان ماتيو وسانتا كلارا موجودًا في مدينتي سان ماتيو وسان خوسيه على الترتيب.
حتى يوم 17 مايو 2020، أعلنت مقاطعات شمال الخليج، وهي مارين، ونابا، سونوما، عن العدد التراكمي لإجمالي حالات التعافي من مرض كوفيد 19، وهو 345 حالةً. لم تعلن بقية مقاطعات الخليج عن عدد حالات التعافي بها؛ لأن تتبع هذا العدد يتطلب المزيد من الموارد لكل حالة، ولأن التوجيهات الفيدرالية ليست متخصصةً بما يكفي لاستخلاص مثل هذه النتائج. تعمل إحدى الدراسات بجامعة كاليفورنيا في سان فرانسيسكو (UCSF) على تتبع نتائج الإصابات بعد عدة أشهر من الإصابة.
تأثر السكان الهسبان، بشكل غير متناسب، في منطقة الخليج بهذه العدوى الفيروسية. وصلت نسبة الوفيات بالأحياء الفقيرة ذات الأغلبية اللاتينية في سان خوسيه الشرقية إلى 34% من حالات الوفاة الأولى بمقاطعة سانتا كلارا بسبب كوفيد 19، على الرغم أن اللاتينيين يمثلون 23% فقط من السكان البالغين هناك. لا يستطيع نحو 70% من السكان العاملين بهذه الأحياء العمل من المنزل. وفي سان فرانسيسكو، تأكد إصابة 40% من السكان الهسبان، مقارنةً بنسبة الإصابة بين السكان العوام التي بلغت 15% فقط. كان عدد الإصابات في حي ميشان، ذي الأغلبية اللاتينية، أكبر منه في أي حي آخر، بواقع 40 حالة أو أكثر لكل 10000 مقيم بالحي. اختلفت معدلات الإصابة بشكل كبير بين العاملين بالمهن الأساسية والسكان الذين لم يتمكنوا من البقاء بالمنزل خلال فترة الجائحة.
وقعت بعض الحالات المتمركزة لتفشي كوفيد 19 في المصانع ومنشآت الرعاية، بما يشمل مصنع تعبئة الأسماك بشركة لوزاميركا فودز في مدينة مورغان هيلز، حيث أُصيب 38 شخصًا بالفيروس، ودار تمريض سنترال غاردنز في الملحق الغربي لسان فرانسيسكو، حيث توفي أربعة أشخاص، ومركز رعاية ويندسور فاليجو بمدينة فاليجو، حيث أُصيب 130 شخصًا مع وفاة 11 نزيلًا بالمركز.
يُعتقد أن عدد الحالات سيقل بشكل كبير عن معدلات الإصابة الفعلية بسبب القدرة المحدودة على إجراء اختبار التشخيص خلال فترة الجائحة. وحتى يوم 20 مايو 2020، أجرت سان فرانسيسكو 5000 اختبار لكل 100000 مُقيم بها، بينما أجرت سانتا كلارا نحو 2000 اختبار لكل 100000 مقيم. أقامت سانتا كلارا ثلاثة مواقع للاختبار في سان خوسيه، ولكن تعمل هذه المواقع بأقل من طاقتها القصوى بكثير، ويرجع هذا جزئيًا إلى الحواجز الناتجة عن استخدام اللغة الإسبانية واللغة اللاتينية هناك.
حاولت العديد من الدراسات المحلية تحديد الانتشار المصلي في غياب الانتشار الواسع للفحص السريري. وبناءً على الاختبارات المصلية في أوائل شهر أبريل، قدَّرت دراسة مُراجَعة، في مرحلة ما قبل النشر، من جامعة ستانفورد، أن عدد الإصابات في مقاطعة سانتا كلارا وصل إلى 54000 حالة، ما يعادل 2.8% من السكان، مقارنةً بالحالات المؤكدة المُعلنة التي كان عددها 1000 حالة فقط آنذاك. وفي دراسة أخرى مماثلة ومبكرة عنها، قدر باحثو الدراسة معدلات إصابة أعلى، ولكنهم حسبوا معدلات وفاة أقل منها. وبالرغم من الجدل الأكاديمي حول منهجية هذه الدراسة، والذي حث على مراجعتها، أشعلت الدراسة احتجاجات الولايات المتحدة ضد أوامر البقاء بالمنزل. بدأت الجامعة تحقيقًا في الدراسة. وعلاوةً على دراستها في حي ميشان بسان فرانسيسكو، تجري جامعة كاليفورنيا في سان فرانسيسكو دراسةً مشابهةً على جميع السكان المقيمين بمجتمع بوليناز القروي، وتختبر جامعة كاليفورنيا في بركلي عينةً تمثيليةً قدرها 5000 مواطن مقيم بمنطقة شرق الخليج.

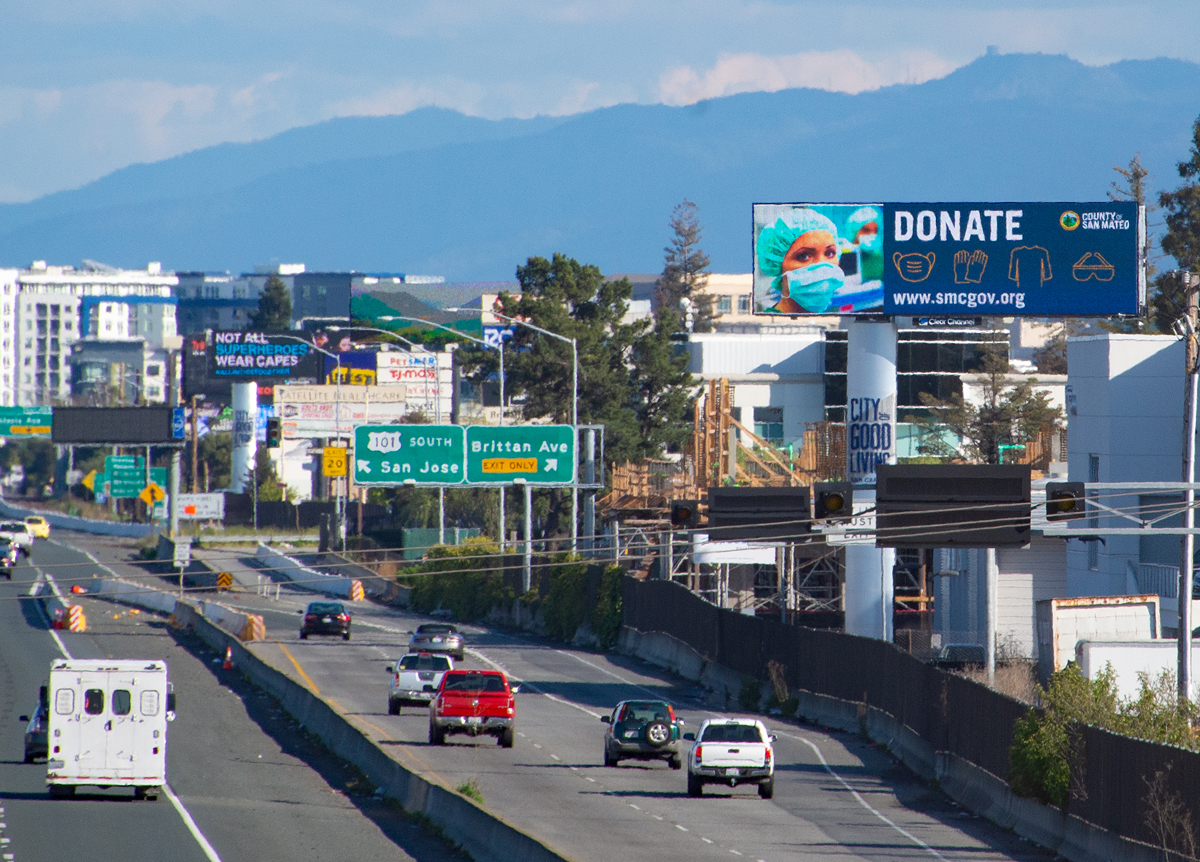
لوحة إعلانية على الطريق رقم 101 للولايات المتحدة تُشجع المقيمين بالمقاطعة على التبرع بمعدات الوقاية الشخصية للعاملين في مجال الرعاية الصحية..

## الحالات الأولى
كان هناك توقعًا باحتمالية تواجد مرض كوفيد 19 في منطقة الخليج منذ شهر ديسمبر عام 2019. تحاول «دراسات البحث في الماضي» الجارية تحديد الحالة صفر لكوفيد 19 هناك. وجدت إحدى الدراسات المبدئية ما قبل النشر، بالمركز الطبي لجامعة ستانفورد، عدم وجود أي عينات مصابة خلال شهري نوفمبر وديسمبر من عام 2019.
في يوم 31 يناير، أعلنت مراكز السيطرة على الأمراض والوقاية منها (CDC) عن أول حالة مؤكدة بمنطقة الخليج، وكانت الحالة السابعة بالولايات المتحدة، وهو رجل من مقاطعة سانتا كلارا سافر مؤخرًا إلى مدينة ووهان. تعافى الرجل بمنزله وخرج من عزله المنزلي يوم 20 فبراير. وفي يوم 2 فبراير، أكدت مراكز السيطرة على الأمراض والوقاية منها على إصابة الحالة الثانية بالمنطقة في مقاطعة سانتا كلارا، وهي سيدة سافرت مؤخرًا إلى مدينة ووهان. لم يكن هناك صلةً بين هاتين الحالتين.
في يوم 6 فبراير، أصبحت باتريشيا داود، البالغة من العمر 57 عامًا والمقيمة بمدينة سان خوسيه، أول حالة وفاة مرتبطة بكوفيد 19 في الولايات المتحدة، والتي اكتُشفت بحلول شهر أبريل عام 2020. توفيت باتريشيا في المنزل دون أي سفريات معلومة لها مؤخرًا إلى الدول الأجنبية، وذلك بعد مرضها بالإنفلونزا على غير العادة في أواخر شهر يناير، ثم تعافيها وعملها من المنزل، ولكنها توفيت فجأةً يوم 6 فبراير. انتهى تشريح جثتها في شهر أبريل، بعد إجراء اختبارات الفيروس على عينات من أنسجتها، وحُدد أن وفاتها كانت بسبب نقص التروية (الاحتشاء) لكامل جدار عضلة القلب، مع مساهمة بسيطة من التهاب العضلة القلبية، بسبب الإصابة بكوفيد 19. أشارت حالتها أن انتقال المرض بين أفراد المجتمع كان جاريًا آنذاك في الولايات المتحدة منذ شهر ديسمبر على الأرجح، ولكنه لم يُرصد.
في يوم 26 فبراير، أُكد إصابة حالة ذات أصل غير معلوم لمواطن مقيم بمقاطعة سولانو. صرح مركز يو سي ديفيس الطبي في ساكرامنتو أنه عندما نُقل هذا الشخص إلى هناك، في يوم 19 فبراير، اشتبه الفريق الطبي بإصابته بكوفيد 19، وطلب الفريق من مراكز سي دي سي إجراء اختبار كوفيد 19 لهذا المريض. رفضت المراكز في البداية طلب الفريق، لعدم توفر معايير إجراء الاختبار عند هذا المريض، فهو لم يسبق له وأن تعرض للفيروس من خلال السفر، أو مخالطة أحد المصابين به. اختُبر هذا المريض بالنهاية يوم 23 فبراير؛ وظهرت نتائج الاختبار إيجابيةً يوم 26 فبراير.
وبعد هذه الحالة لانتقال الفيروس بين أفراد المجتمع، عدلت مراكز سي دي سي من معاييرها لاجراء اختبار كوفيد 19 على المرضى، وفي يوم 28 فبراير، بدأت المراكز في إرسال توجيهاتها الجديدة بهذا الشأن للعاملين في مجال الرعاية الصحية.

## استجابة الحكومة
تُنسَّق استجابة الصحة العامة بمنطقة الخليج، لجائحة كوفيد 19، من خلال رابطة الموظفين الصحيين لمنطقة الخليج (ABAHO)، وهي منظمة تتكون من موظفين بمجال الصحة العامة، في 11 مقاطعةً ومدينتين، وتأسست في عام 1985 لمكافحة وباء الإيدز في سان فراسيسكو. عمل الموظفون في انسجام لتجنب أي عراقيل سياسية. تنقسم هذه الرابطة، بشكل غير رسمي، إلى «السبعة الكبار» الذي يتكونون من المقاطعات ألاميدا، وكونترا كوستا، ومارين، وسان ماتيو، وسانتا كلارا ومدينتي بركلي وسان فرانسيسكو؛ والمقاطعات سانتا كروز، ومونتيري، ونابا، وسان بينيتو، وسونوما، وسولانو، الموجودة على أطراف منطقة الخليج.

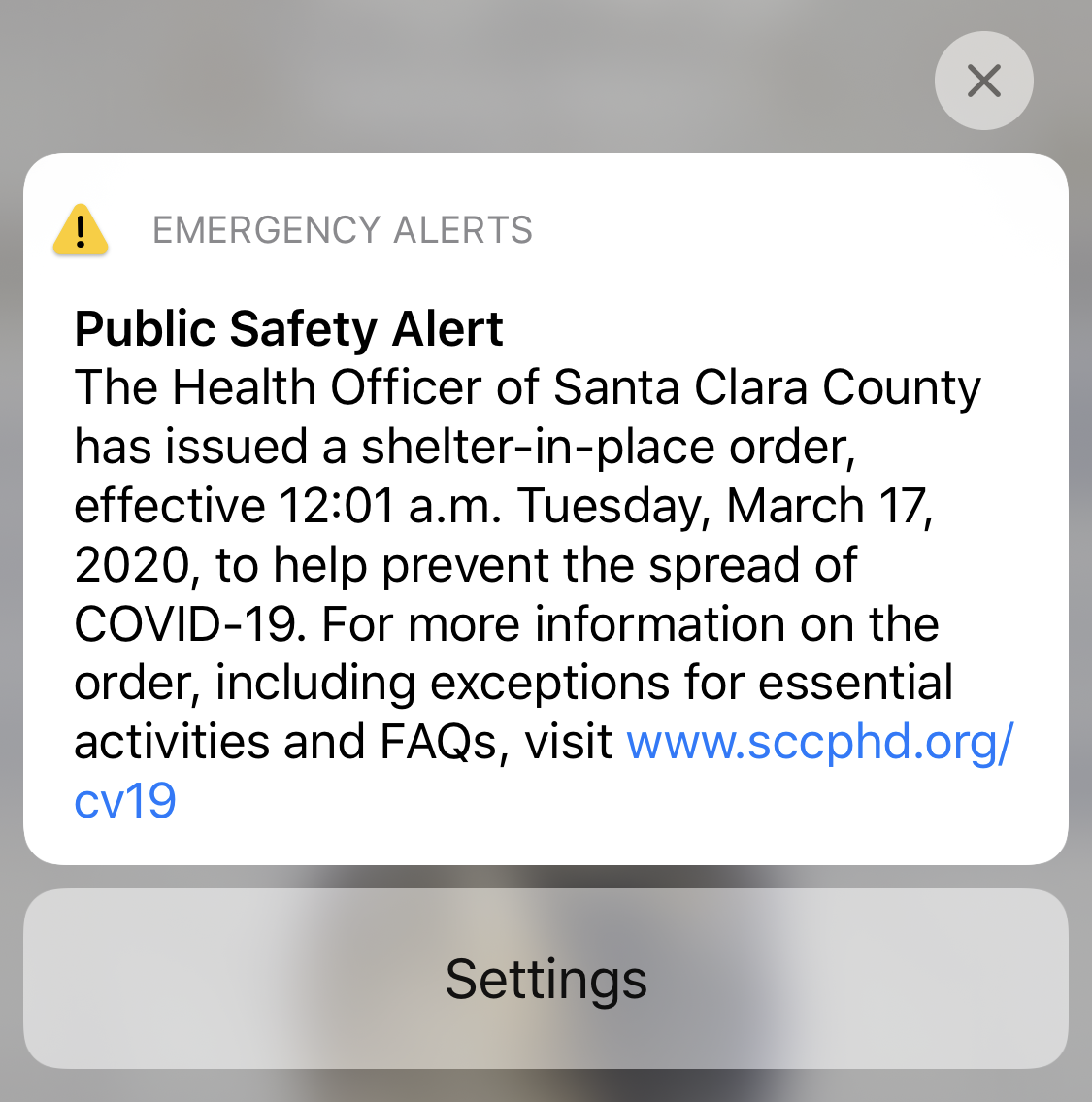
رسالة تنبيه للسلامة العامة أُرسلت يوم 16 مارس بواسطة مقاطعة سانتا كلارا بخصوص أمر البقاء بالمنزل.

### التخفيف
في يوم 19 فبراير، صرحت مقاطعة سانتا كلار بحالة الطوارئ الصحية المحلية. وفي ذلك الوقت، كان هناك حالتان مؤكدتان لمرض كوفيد 19 في المقاطعة ولم تكن هناك أي حالات معروفة لانتقال المرض بين أفراد المجتمع.
في يوم 9 مارس، حظرت الطبيبة سارا كودي، مسؤولة الصحة العامة بمقاطعة سانتا كلارا، تجمعات المواطنين التي تتعدى 1000 شخص.  وعلى مدار الأيام القليلة التالية، مدت كودي من قرار الحظر ليشمل جميع التجمعات، من مباريات فريق شاركس لهوكي الجليد، وحتى القراءة في المكتبات، بالإضافة إلى إغلاق جميع البارات والحانات.
وفي يوم 16 مارس، أصدرت إدارات الصحة العامة «للسبعة الكبار» أمرًا مشتركًا بالبقاء في المنزل، والذي يُلزم قانونيًا جميع الأعمال التجارية غير الضرورية بالإغلاق، وجميع المواطنين بالبقاء في منازلهم، باستثناء قضاء الاحتياجات الأساسية، وطُبق القرار بدءًا من يوم 17 مارس. كان هذا الأمر الأول من نوعه في البر الرئيسي للولايات المتحدة، وجاء هذا الأمر بعد مرور يوم واحد من غلق إقليم جزر بورتوريكو التابع للولايات المتحدة. وفي اليوم التالي، تبنت بقية الإدارات الصحية بمنطقة الخليج هذا الأمر. طبقت مقاطعة سانتا كلارا أمر البقاء في المنزل بطريقة ضمن أكثر الطرق صرامةً بولاية كاليفورنيا. أُصدرت هذه الأوامر في توقيت يجعلها تسبق احتفالات يوم القديس باتريك.
في يوم 30 مارس، مد المسؤولون الصحيون «بالسبعة الكبار» فترة أمر البقاء بالمنزل حتى يوم 3 مايو، مع تسهيل بعض القيود المُطبقة على الأنشطة خارج المنزل. وفي يوم 29 أبريل، مُد أمر البقاء بالمنزل مرةً أخرى حتى يوم 31 مايو.
وبخلاف أمر البقاء بالمنزل، بدأ تطبيق أوامر ارتداء أغطية الوجه، مثل أقنعة الوجه القماشية، عند الخروج من المنزل في عدة أوقات مختلفة طبقًا لكل ولاية قضائية محلية. وفي يوم 13 أبريل، أصدرت مقاطعة سونوما أمرها بارتداء الأقنعة الوجهية، الذي يبدأ تطبيقه من يوم 17 أبريل، ثم أصدرت مدينة فريمونت أمرها يوم 15 أبريل على أن يبدأ تطبيقه فورًا.  وفي يوم 22 أبريل، بدأ تطبيق أمر ارتداء أقنعة الوجه في مدينتي سان فرانسيسكو وألاميدا، والمقاطعات كونترا كوستا، وسان ماتيو، ومارين. اختارت مقاطعة سانتا كلارا ألا تُلزم مواطنيها بارتداء أقنعة الوجه، وبدلًا من ذلك، أصدرت توجيهًا ينصح بارتدائها يوم 17 أبريل، لتتجنب إضافة المزيد من مسؤوليات إنفاذ القانون على الإدارات الشرطية. ومع ذلك، أصدرت مدينة ميلبيتاس بمقاطعة سانتا كلارا أمرًا بارتداء الأقنعة في يوم 22 أبريل، وأصدرت مدينة كوبيرتينو أيضًا أمرها في اليوم التالي، وبدأ تطبيق الأمرين من يوم 24 أبريل. وفي يوم 4 مايو، أمرت مقاطعة سانتا كلارا بارتداء الأقنعة الوجهية، ولكن داخل أماكن العمل فقط.  أصدرت مدينة بالو ألتو أمرًا بارتداء أقنعة الوجه يوم 13 مايو.
في يوم 7 مايو، قدَّر التحالف الصحي للمدن الكبرى أن أوامر البقاء بالمنزل الخاصة بمنطقة الخليج منعت الحاجة للعلاج في المستشفى لنحو 188 ألف حالة ومنعت أيضًا 19 ألف حالة وفاة في مقاطعتي سانتا كلارا وألاميدا، ومدينة سان فرانسيسكو.

### إعادة الفتح
في يوم 14 مايو، استوفت مقاطعة سان بينيتو المعايير الخاصة بإدارة كاليفورنيا للصحة العامة لاستئناف استقبال المطاعم للزبائن، باعتباره جزءًا من المرحلة الثانية لخطة غافن نيوسوم، حاكم ولاية كاليفورنيا، لإعادة الفتح على مستوى الولاية.
وقبل انتهاء فترة أمر البقاء بالمنزل في يوم 31 مايو، والذي يشمل جميع أنحاء منطقة الخليج، أصدرت مقاطعة سان ماتيو أمرًا جديدًا يوم 15 مايو لتسمح لأعمال تجارة التجزئة، والأعمال التجارية الأخرى، بتقديم خدماتها للسيارات من على جانبي الطريق. يمثل هذا القرار، الذي كان متوافقًا مع المرحلة الثانية من خطة الولاية لإعادة الفتح، أول مغادرة لإحدى المقاطعات من جبهة منطقة الخليج الموحدة التي حافظ عليها المسؤولون الصحيون حتى ذلك اليوم. وبالرغم من التحفظات المبدئية للمسؤولين الصحيين بمقاطعتي كونترا كوستا وسانتا كلارا، أصدر هؤلاء المسؤولون ونظراؤهم في مقاطعتي ألاميدا ومارين، ومدينتي بركلي وسان فرانسيسكو، أمرًا مشتركًا يوم 18 مايو لتنفيذ المرحلة الثانية من خطة إعادة الفتح. تعمل المقاطعات نابا، وسانتا كروز، وسولانو، وسونوما أيضًا على تنفيذ المرحلة الثانية.
في يوم 26 مايو، بدأت المقاطعات نابا، وسان بينيتو، وسولانو، وسونوما في السماح بإعادة فتح صالونات الشعر ومحلات الحلاقة.

## التأثير الاقتصادي

### العطالة
كما في باقي أجزاء ولاية كاليفورنيا والولايات المتحدة، شهدت منطقة الخليج ازديادًا كبيرًا في نسب العطالة نتيجة إجراءات التباعد الاجتماعي الإلزامية والطوعية. ارتفعت أعداد العاطلين عن العمل في منطقة الخليج بمقدار 555,100 مقيمًا، أو بنسبة 13.7% مقارنةً بذات الوقت من الشهر السابق، مع ازدياد فقدان الأعمال في القطاع الخاص بنسبة 15.1%.
أثرت البطالة على منطقة الخليج بنسب متفاوتة بين القطاعات والصناعات المختلفة، ورغم تسريح الشركات الناشئة لعمالها في شهري مارس وأبريل، ازداد فقدان الوظائف في قطاع الصناعات التكنلوجية بنسبة 4.1% فقط مقارنةً بازدياد يفوق 50% في قطاع الضيافة.
ازدادت البطالة بمقدار 11.2% فقط في مقاطعة سانتا كلارا في شهر أبريل بسبب هيمنة قطاع التكنولوجيا، بينما وصلت إلى 14.4% في سان فرانسيسكو ومقاطعة سان ماتيو. في سان فرانسيسكو التي تعتمد نسبيًا على السياحة، سجل أكثر من 100,000 من السكان (ما يقارب تسع التعداد السكاني في المدينة) للحصول على إعانات البطالة خلال سريان الجائحة.
بحلول 13 مايو من عام 2020، أرسل أرباب عمل كبار في منطقة الخليج نحو 24,700 إشعارًا بقانون وارن (قانون تسوية وضع العمال وإعادة تدريبهم) إلى قسم تنمية الوظائف في الولاية حول تسريح جماعي أو منح إجازات أو إغلاق منشآت.

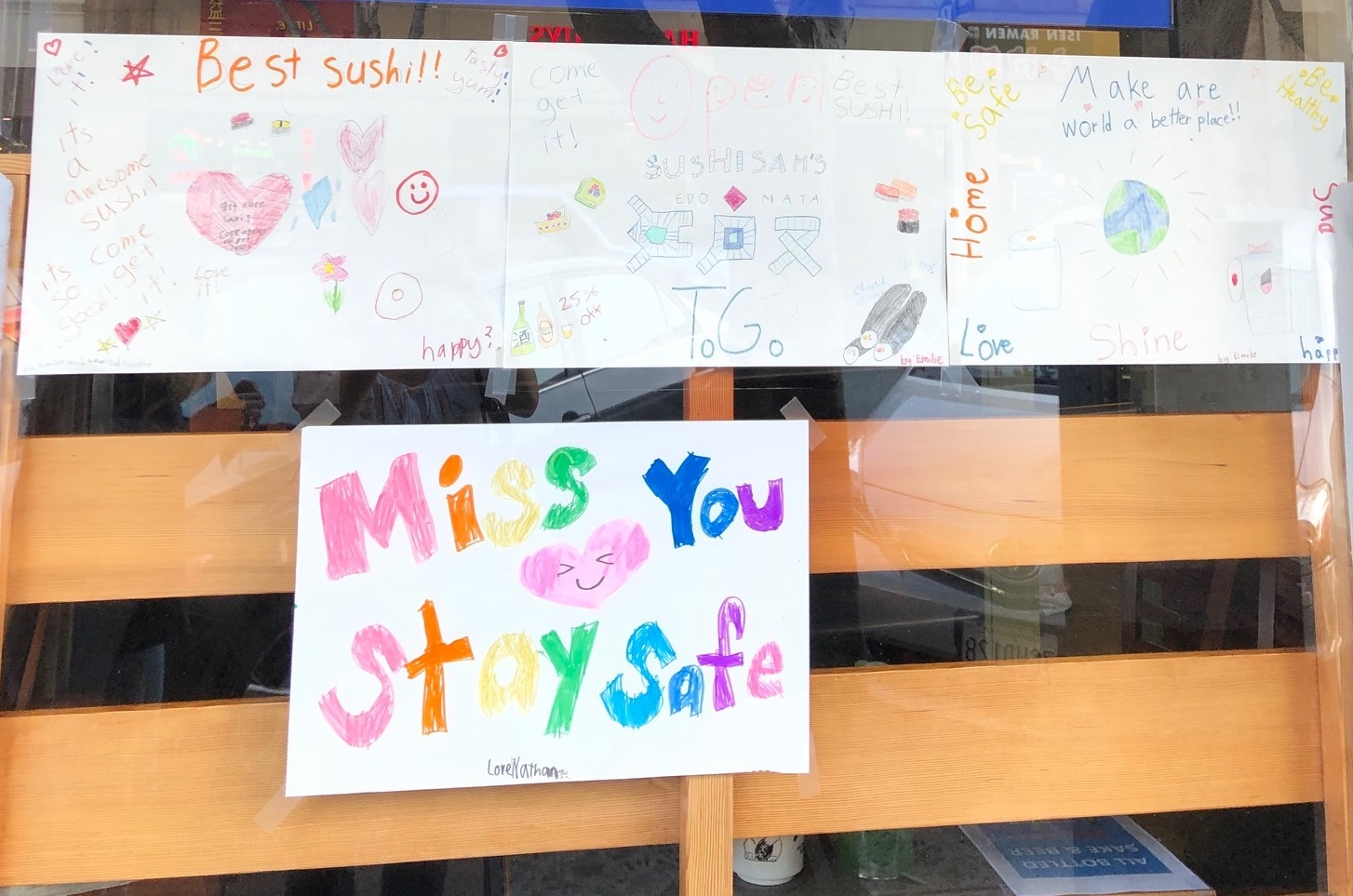
إشارات للدعم الاجتماعي أمام مطعم سوشي سام الشهير في سان ماتيو نُشرت في مايو 2020

### أعمال البناء
أدى التطبيق الصارم لأوامر الاحتماء في المكان في مقاطعات منطقة الخليج إلى إيقاف أغلب مشاريع البناء التجارية والسكنية. استُؤنفت بعض المشاريع في منتصف مايو.

### الحكومة
تقدر سان فرانسيسكو تضاعف العجز الذي تعاني منه إلى مقدار يتراوح بين 1.1 و1.7 مليار دولار خلال السنتين الماليتين 2020 و2021، بينما توقعت ريدوود امتلاك ميزانية متوازنة في 2020 مع عجز بمقدار 10 ملايين دولار في 2021.
بحلول مايو 2020، قدرت مدينة سان خوسيه حدوث عجز مقداره 45 مليون دولار في السنة المالية 2019-2020، و71.6 مليون دولار في 2020-2021، متراجعةً من فائض 500,000 دولار في 2019. سيكون التأثير أكثر سوءًا من إخفاق فقاعة الإنترنت أو فترة الكساد الكبير عام 2008. توقعت بالو ألتو خسارة 40 مليون دولار من الإيرادات.
توقعت أوكلاند حدوث عجز بمقدار 80 مليون دولار خلال 14 شهرًا، وسرحت الموظفين بدوام جزئي من أعمالهم. وتوقعت بيركيلي عجزًا بمقدار 2.6 مليون دولار في 2020 و25.2 مليون دولار في 2021.
تتنبأ ريتشموند بحدوث عجز بمقدار 7 ملايين دولار في 2020 و27 مليون دولار في 2021. أغلقت والنوت كريك فجوة الميزانية التي تبلغ 13 مليون دولار في عام 2020، لكنها تتوقع عجزًا آخر بمقدار 12 مليون دولار في 2021.
توقعت فاليجو عجزًا بمقدار 13 مليون دولار.
توقعت نابا عجزًا بمقدار 10 ملايين دولار في 2020 و15 إلى 20 مليون دولار في 2021.
استغلت سانتا روزا احتياطياتها لإغلاق عجز الميزانية الذي بلغ 12 مليون دولار في 2020، لكنها تتوقع عجزًا بمقدار 20 مليون دولار في 2021.
تتوقع ساوساليتو عجزًا بمقدار 1.6 مليون دولار في السنة المالية 2019-2020 و4.9 مليون دولار في 2020-2021.

### الصناعة
استُثنيت بعض الشركات المصنعة الكبرى في منطقة الخليج مثل لوكهيد مارتن في مدينة سانيفال وشركة شيفرون في سان رامون من أوامر الاحتماء في المكان باعتبارها قطاعات أعمال ضرورية، لكن مصنع تيسلا في فريمونت لم يُعف من الأوامر وأُجبر على إيقاف الإنتاج، ما أدى إلى تسريح 11,000 عامل بشكل مؤقت. في 11 مايو، استأنف مصنع تيسلا عمليات التصنيع رغم أوامر مقاطعة ألاميدا بالسماح فقط بالحد الأدنى من العمليات الأساسية.

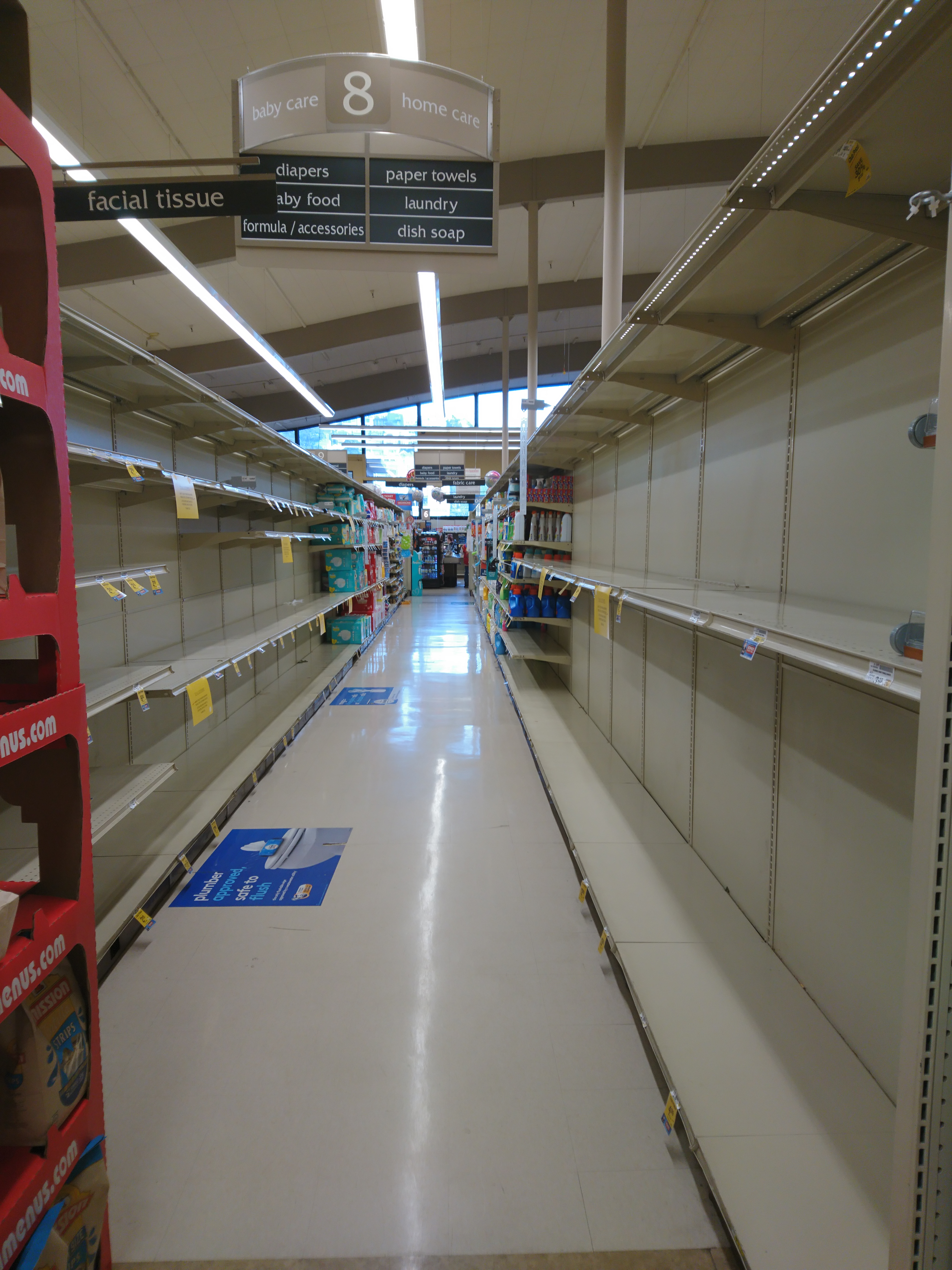
رفوف فارغة في متجر في سان فرانسيسكو بتاريخ 17 مارس بعد يوم من تطبيق أوامر الاحتماء في المكان.t

### المبيع بالتجزئة وخدمات الطعام
نشر إعلان أوامر الاحتماء في المكان الذي صدر في 13 مارس موجةً من هلع الشراء على امتداد المنطقة. بحلول أبريل، هبط مشعر كونسيومر برايس في منطقة سان فرانسيسكو (مقاطعات ألاميدا وكونترا كوستا ومارين وسان فرانسيسكو) بنسبة 0.5% مقارنةً بشهر فبراير، وبزيادة 1.1% بالنسبة للحوم و9.6% للألبان و6.7% للطعام المنزلي (المُشترى من المتاجر)، و0.6% للكحول مقارنةً بالفترة ذاتها من العام السابق.
هبطت أسعار البيع بالتجزئة بنسبة 28.4% للغاز العادي الخالي من الرصاص، و27.6% لوقود المركبات بشكل عام مقارنةً بالعام السابق، و12% لأسعار الألبسة، و7.8% لأجور النقل.
من بين أعمال أعضاء جمعية سان خوسيه داونتاون التي يبلغ عددها 1,600، أُغلقت 83% منها مؤقتًا أو بشكل دائم، واستمرت 9% منها بالعمل مع تدني الخدمة، بينما عملت 8% منها بكامل طاقتها بحلول منصف مايو.
أُغلقت سلسلة مقاهي معجنات بليسانتون سبيشاليتي بشكل دائم في أكثر من 50 موقعًا بتاريخ 19 مايو بسبب الجائحة بعد مرور 33 عامًا على انطلاقها، وكانت المقاهي متخصصة في تقديم خدمات التغذية للشركات.

### التكنولوجيا
لم تتأثر الصناعات التكنولوجية بشكل كبير بأوامر البقاء في المنزل كما حدث مع قطاعات الاستجمام والضيافة. ازداد الطلب على خدمات المؤتمرات الهاتفية والتجارة الإلكترونية في منطقة الخليج بشكل كبير خلال الجائحة، ووفقًا لشركة زوم لاتصالات الفيديو في سان خوسيه، ارتفع استخدام خدمات المؤتمرات الهاتفية إلى 300 مليون مستخدمًا نشطًا يوميًأ، مقارنةً بعشرة ملايين مستخدم يوميًا في شهر ديسمبر من عام 2019.
بدأت العديد من الشركات الكبرى في بداية مارس بتشجيع موظفيها على العمل من المنزل أو طلبت منهم ذلك، ويعود الفضل لإجراءات التباعد الاجتماعي هذه التي سبقت أوامر الاحتماء في المكان في المساعدة على تقليص التأثير المبدئي للجائحة.
في 15 مايو، نشر مجلس منطقة الخليج نتائج استقصاء تقول إن 17.9% من الشركات خططت للإبقاء دائمًا على عمل الموظفين من المنزل، بينما خططت 89.3% للإبقاء على قوًى عاملة عن بعد بشكل جزئي. أعلنت كل من شركة فيسبوك وسكوير وتويتر عن سياسات العمل الدائم من المنزل، وسمحت غوغل لموظفيها بالعمل من المنزل حتى نهاية عام 2020.
أُلغيت المؤتمرات التكنلوجية التي تُعقد عادةً في مدن منطقة الخليج أو أُجلت أو استعيض عنها ببث الأحداث على شبكة الإنترنت، وهذا شمل:
- مؤتمر آبل العالمي للمطورين – الذي انتقل إلى شبكة الإنترنت.[84]
- دريم فورس (أكبر مؤتمر في سان فرانسيسكو) – انتقل إلى شبكة الإنترنت.[85]
- مؤتمر فيسبوك إف 8 – أُلغي.[86]
- مؤتمر مطوري الألعاب – أُجل.[87]
- غوغل كلاود نيكست – أُلغي.[88]
- غوغل آي/أو – أُلغي.
- مؤتمر تكنلوجيا جي بي يو – انتقل إلى شبكة الإنترنت.[89]
- في إم وورد – انتقل إلى شبكة الإنترنت.[90]

عُقد مؤتمر آر إس إيه في فبراير كما كان مخططًا، لكن شركات فيرايزون للاتصالات وإيه تي آند تي وآي بي إم انسحبت من المؤتمر في 21 فبراير بسبب تزايد المخاوف من الجائحة.

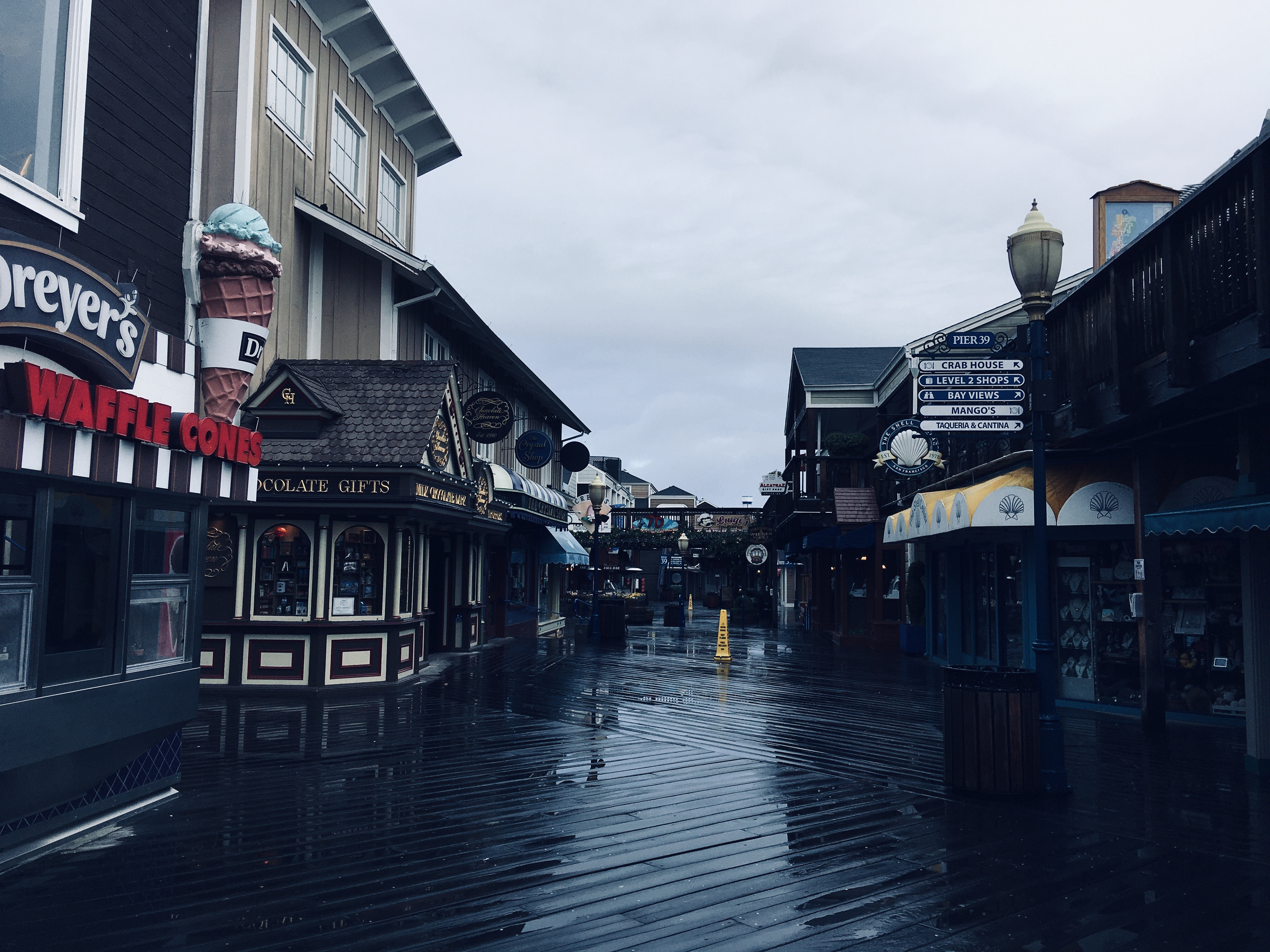
الرصيف البحري 39 مهجور في سان فرانسيسكو

### السياحة
يعتمد اقتصاد سان فرانسيسكو بشكل كبير على السياحة، والتي تؤمن وظائف لتسعين ألف عامل وتعود بعائدات ضرائب تتخطى أي قطاع صناعي آخر في المدينة. تشكل السياحة الدولية عادةً 64% من الإنفاق السياحي في سان فرانسيسكو، لكنها تناقصت بشكل كبير خلال الجائحة.

## التأثير الاجتماعي

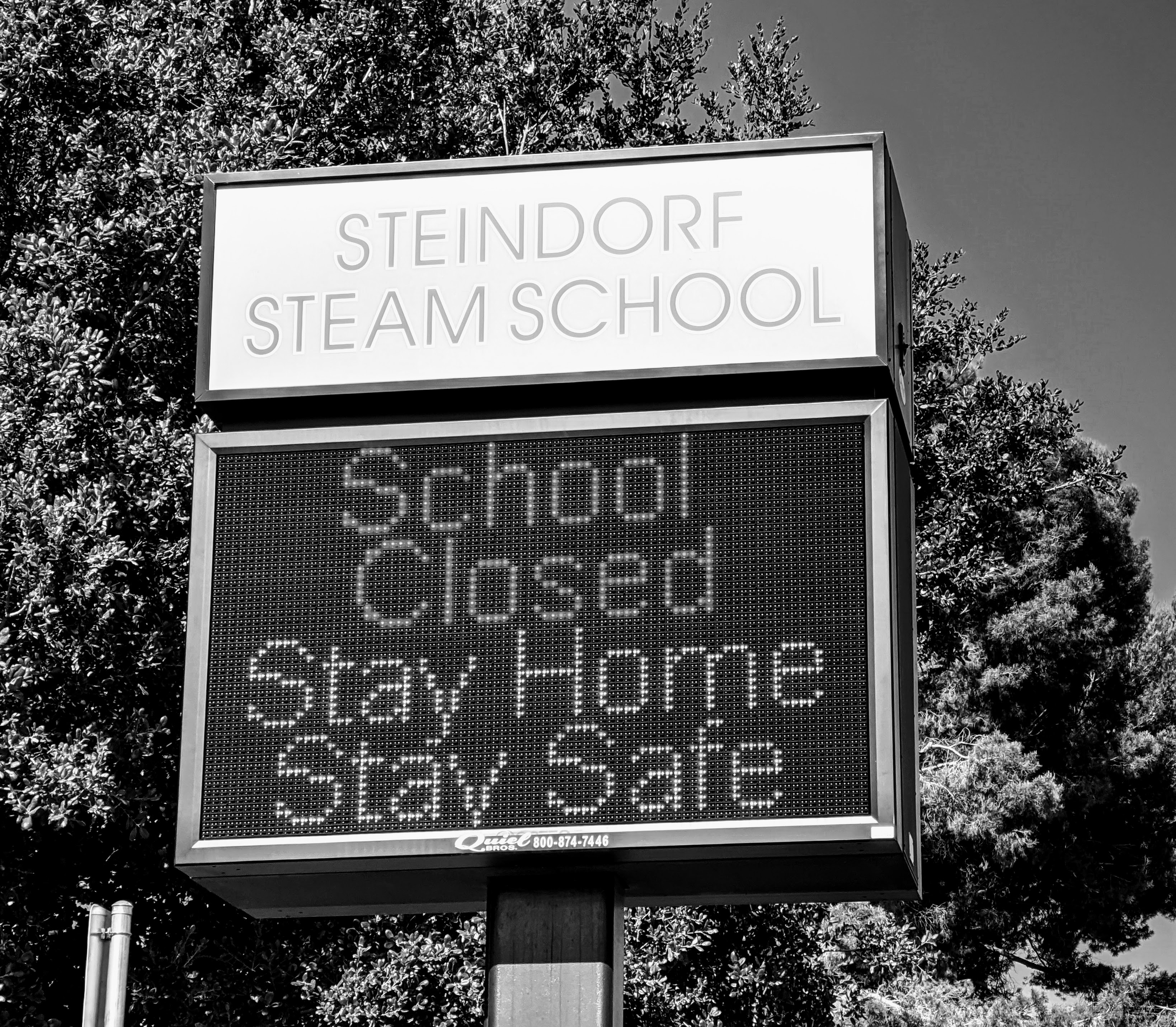
مدرسة ابتدائية مغلقة في سان خوسيه

### التعليم
في الأول من أبريل، أعلن مدراء المدارس في مقاطعتي سانتا كلارا وسان ماتيو عدم استئناف الصفوف التي تتطلب الحضور الشخصي خلال العام الدراسي 2019-2020. أعلنت العديد من الكليات والجامعات في منطقة الخليج عن خطط مبدئية لاستكمال التعليم في خريف عام 2020 بسبب الجائحة:
- كلية بيركيلي سيتي – أغلب الصفوف على الإنترنت.
- كلية كاليفورنيا للآداب – خليط من الإعطاء على الإنترنت والحضور الشخصي مع توفر خيار التعلم عن بعد لبعض طلبة السنة الأولى في مرحلة ما قبل التخرج.
- جامعة ولاية كاليفورنيا، إيست باي – أغلب الصفوف على الإنترنت.
- أكادمية ماريتايم جامعة ولاية كاليفورينا – أغلب الصفوف على الإنترنت.
- جامعة ولاية كاليفورنيا، خليج مونتيري– أغلب الصفوف على الإنترنت.
- كلية كندا – أغلب الصفوف على الإنترنت.
- سيتي كوليج في سان فرانسيسكو – على الإنترنت.
- كلية ألاميدا – أغلب الصفوف على الإنترنت.
- كلية سان ماتيو – أغلب الصفوف على الإنترنت.
- كلية كونترا كوستا – على الإنترنت.
- المعهد الأمريكي للطهي في غريستون – حضور شخصي.
- كلية دو آنزا – أغلب الصفوف على الإنترنت.
- كلية وادي ديابلو – على الإنترنت.
- جامعة دومينيكان في كاليفورنيا – حضور شخصي.
- كلية إيفرغرين فالي – على الإنترنت.
- كلية فوثيل – على الإنترنت.
- جامعة الأسماء المقدسة – حضور شخصي.
- كلية لاني – أغلب الصفوف على الإنترنت.
- كلية لوس ميدانوس – على الإنترنت.
- كلية مينلو – حضور شخصي، لكن تأجلت بداية الفصل الخريفي.
- كلية ميريت – أغلب الصفوف على الإنترنت.
- جامعة نوتردام دو نامور – علقت قبول طلاب جدد في مرحلة ما قبل التخرج.
- مدرسة المحيط الهادئ للعقيدة – الحضور شخصي، لكنها أدخلت خيارات التعلم عن بعد.
- مدرسة بريسيدو غراديويت – تستأنف التعليم على الإنترنت مع إقامات شخصية شهرية.
- كلية سانت ماري في كاليفورينا – حضور شخصي.
- جامعة ولاية سان فرانسيسكو – أغلب الصفوف على الإنترنت.
- جامعة مدينة سان خوسيه – أغلب الصفوف على الإنترنت.
- جامعة ولاية سان خوسيه – أغلب الصفوف على الإنترنت.
- جامعة سانتا كلارا – خليط بين صفوف تتطلب الحضور الشخصي وصفوف على الإنترنت.
- كلية سانتا روسا جونيور – أغلب الصفوف على الإنترنت.
- كلية سكايلاين – أغلب الصفوف على الإنترنت.
- جامعة ولاية سونوما – أغلب الصفوف على الإنترنت.
- مدرسة ستار كينغ الوزارية – أغلب الصفوف على الإنترنت.
- جامعة كاليفورنيا، بيركيلي – بعض الصفوف على الإنترنت.
- جامعة المحيط الهادئ – حضور شخصي.
- جامعة سان فرانسيسكو – حضور شخصي.
- جامعة ويليام جيسوب – حضور شخصي.

### الجوع
خلال الأسابيع العشر الأولى بعد تطبيق أوامر الاحتماء في المكان، شهدت بنوك الطعام في منطقة الخليج تضاعفًا في الطلب وتزايدًا في الاتصالات ألف مرة، ووفقًا لبنك طعام هارفست الثاني في مقاطعتي سانتا كلارا وسان ماتيو، ازداد عدد السكان الذين يحتاجون الطعام بنسبة 40% من 270,000 إلى 370,000 في شهر أبريل. وزعت منظمة بنك طعام مجتمع مقاطعة ألاميدا ما يزيد عن مليون باوند (454592.37 كيلوغرام) من الطعام أسبوعيًا وتخطى عدد السيارات المصطفة 1000 سيارة في اليوم.

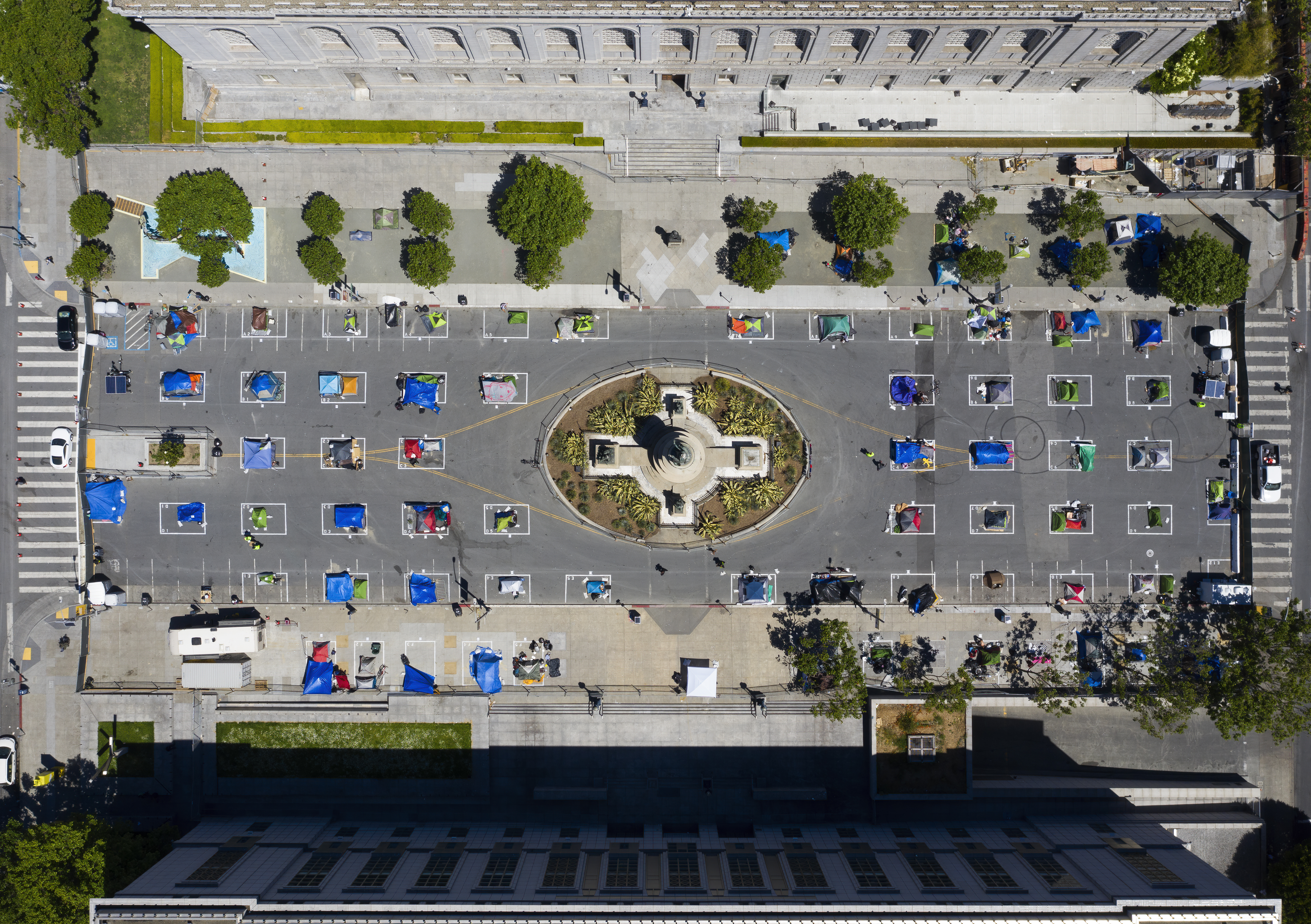
«قرية آمنة للنوم» في مركز مدينة سان فرانسيسكو نظمت وضع خيم بفواصل متساوية كبديل آمن عن مخيمات المشردين الاعتيادية..

### السكن
أدى تناقص أماكن السكن المستمر في كاليفورنيا إلى ارتفاع تكاليف السكن بشكل كبير، وساهم هذا في ارتفاع معدلات التشرد في منطقة الخليج. أصبحت ملاجئ المشردين مواقع كبرى لانتقال عدوى الفيروس في المجتمع. في العاشر من أبريل، أُكدت إصابة 70 شخصًا بمرض كوفيد-19 من أصل 144 مقيمًا في مأوى المشردين في سان فرانسيسكو.
بحلول شهر أبريل، ازداد عدد الخيام والمباني المؤقتة في سان فرانسيسكو بنسبة 71% مقارنةً بالربع الأول من عام 2020، وبنسبة 285% في أحياء تيندرلوين بشكل خاص.
في الثالث من مايو من عام 2020، استأجرت سان فرانسيسكو 2,700 غرفةً فندقيةً لتصبح مأوى طوارئ للمشردين وأول المستجيبين لمواجهة الجائحة.
رغم تأمين حكومة الولاية غرفًا فندقيةً على امتدادها لأهداف مماثلة، قدم المشردون إلى المدينة من مناطق أخرى يبحثون عن مأوًى، ما دفع العمدة لندن بريد إلى إعطاء الأولية في الإيواء الطارئ للمشردين المحليين في المدينة.
هناك ما يقارب 6,200 مشرد في سان خوسيه، وأغلبهم إسبانيون أو أمريكيون أفارقة. يعتبر 2,500 شخص منهم على الأقل تحت خطر مرتفع للإصابة بالعدوى بسبب معاناتهم من حالات صحية كامنة. أضافت المدينة أكثر من 400 سرير مؤقت في مآوي المشردين، بما فيها المأوى المؤقت قرب مقر مؤتمرات سان خوسيه.
في منتصف مارس، وبعد وقت قصير من تطبيق أوامر الاحتماء في المكان، سلم مكتب حاكم كاليفورنيا لخدمات الطوارئ 104 مقطورات إلى ملكية خاصة قرب منتزه وحديقة حيوان هابي هولو لاستخدامها كسكن للطوارئ. دخلت تسعون قاطرةً حيز الاستخدام في 14 مايو بعد إصلاحها.
في 17 مارس، أصبحت سان خوسيه إحدى أوائل السلطات القضائية في الولايات المتحدة التي تضع قانون وقف الإخلاء بعد مقاطعة سانتا كلارا وسان فرانسيسكو وأوكلاند ومدن أخرى على امتداد البلاد. مُدد وقف الإخلاء في سان خوسيه حتى 31 مايو، ثم مُدد ثانيةً إلى 31 أغسطس.
عدلت سان خوسيه مؤقتًا قوانين التحكم في أجور المنازل لتضع قرار وقف زيادة أجور يمتد حتى نهاية 2020، والذي سيؤثر على عشرات الآلاف من المباني السكنية ومواقف البيوت المتنقلة. مددت أوكلاند أيضًا قرار ضبط زيادة الأجور بنسبة 3.5% حتى 30 يونيو.

### الجهاز القانوني
في 20 مارس، أعلن مسؤولو مقاطعة ألاميدا عن تحرير 247 شخصًا من سجن سانتا ريتا في دبلن.

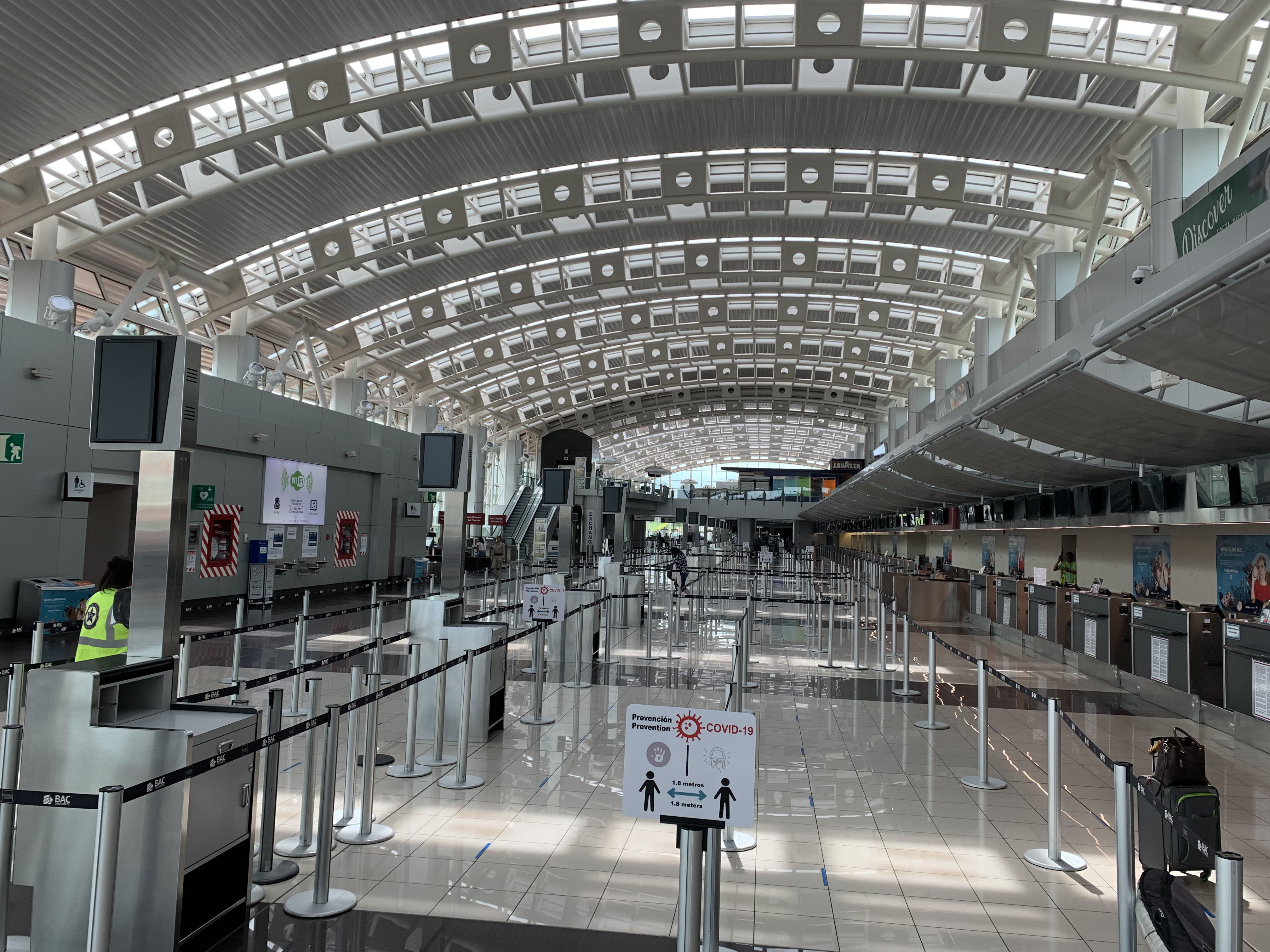
A deserted Terminal B at San Jose International Airport on a Wednesday morning

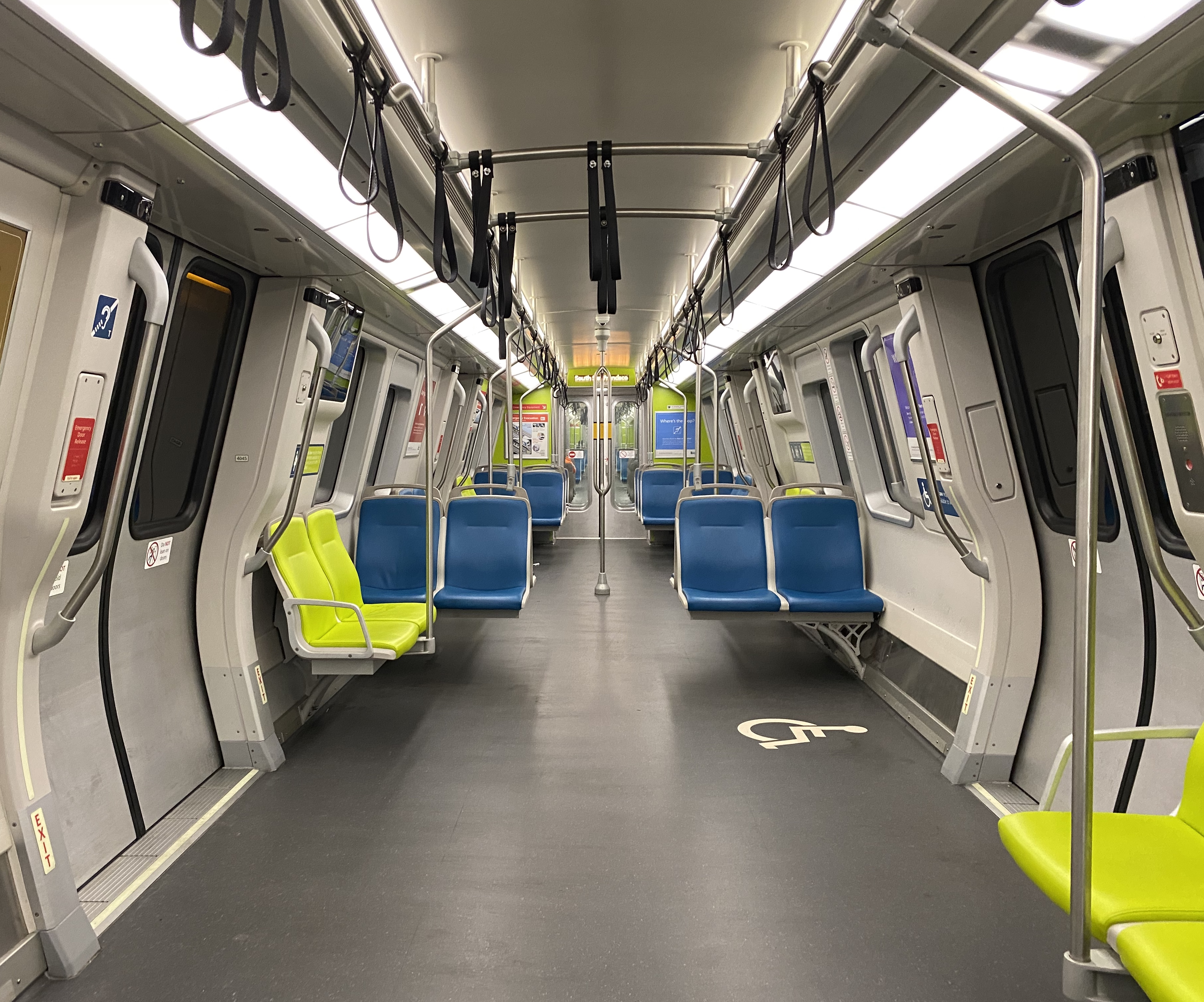
عربة فارغة على جهاز ميترو بارت، الانطلاق من محطة أنتيوتش إلى محطة مطار سان فرانسيسكو الدولي صباح يوم الجمعة.

### وسائل النقل العامة
بدءًا من 13 مارس، طلبت وزارة الأمن الداخلي في الولايات المتحدة من الأمريكيين المسافرين من منطقة شنغن الدخول إلى الولايات المتحدة عبر 13 مطارًا تشمل مطار سان فرانسيسكو الدولي (إس إف أو). في شهر مارس، سافر 508,100 راكب من خلال مطار سان خوسيه الدولي (إس جي سي)، وهذا أقل بنسبة 58.6% من الفترة ذاتها في العام السابق، بعد تحقيق هذا المطار مكاسب مستمرة قبل سريان الجائحة. بحلول بداية أبريل، تناقص عدد المسافرن الذين يقصدون مطار سان فرانسيسكو الدولي ومطار سان خوسيه الدولي ومطار أوكلاند الدولي بنسبة 73% مقارنةً بالفترة السابقة للجائحة، وهذه المعلومات وفقًا لبيانات تتبع الموقع الخاصة بشبكة فورسكوير.
خسرت وكالات النقل في منطقة الخليج مصادر تمويل هامةً بسب التدهور الكبير المتزامن في تعداد الركاب وواردات ضرائب المبيعات وتعليق خطط زيادة الأجور، حتى مع إبقاء الوكالات على الخدمات الضرورية لنقل العمال الأساسيين.
توقعت وكالات النقل الحصول على تمويل مقداره 1.3 مليار دولار من التمويل الداعم من لجنة النقل المدنية تحت قانون المساعدات والإعانات والأمن الاقتصادي الخاص بفيروس كورونا، على أن تذهب الحصة الأكبر إلى قطاع النقل السريع في منطقة الخليج ووكالة النقل المحلي في سان فرانسيسكو.
في الأسبوع الأول من تطبيق أوامر الاحتماء في المكان، انخفض عدد ركاب النقل السريع لمنطقة الخليج (بارت) بنسبة 87% إلى 89% عن متوسط التعداد في شهر فبراير، رغم أنه بدأ بالانخفاض مسبقًا مع انتقال شركات التكنلوجيا للعمل من المنزل.
بقيت نسب الركاب في شهر أبريل وأوائل مايو بين 90% إلى 94% تحت الخط المتوسط. أوقف نظام بارت الخدمات الليلية المتأخرة في أيام الأسبوع في 23 مارس من عام 2020، وخفض خدمات عطل نهاية الأسبوع في 28 مارس 2020، وبدءًا من 8 أبريل، قلص بارت من رحلات القطار خلال أيام الأسبوع إلى النصف وسُيرت القطارات ذات العربات الطويلة فقط لتسهيل التباعد الاجتماعي.
بسبب انخفاض تعداد الركاب، علقت خطوط كالترين خدمة بيبي بوليت في 13 مارس، وفي 26 مارس خفضت خدمات أيام الأسبوع من 92 إلى 42 قطارًا في اليوم، معلقةً الخدمات المحدودة. قدرت كالترين انخفاض عدد الركاب بنسبة 75% في النصف الأول من مارس قبل تطبيق أوامر الاحتماء في المكان واسعة المدى في منطقة الخليج.
في 4 مايو بدأت سلطات النقل في وادي سانتا كلارا بفرض ارتداء غطاء للوجه على جميع الركاب، مثل قناع الوجه المصنوع من القماش، لخفض خطر انتقال العدوى.
أنقصت سكك حديد بلدية سان فرانسيسكو من خدمات الحافلات لتقتصر على الطرق الرئيسية، وعلقت خدمات نظام موني ميترو.
في 29 أبريل، أوقفت شركة لايفت خدمة السكوتر الكهربائي في سان خوسيه وأوكلاند بالتزامن مع تسريح العديد من العمال. استمرت لايفت في تشغيل خدمة باي ويلز لتقاسم ركوب الدراجات.

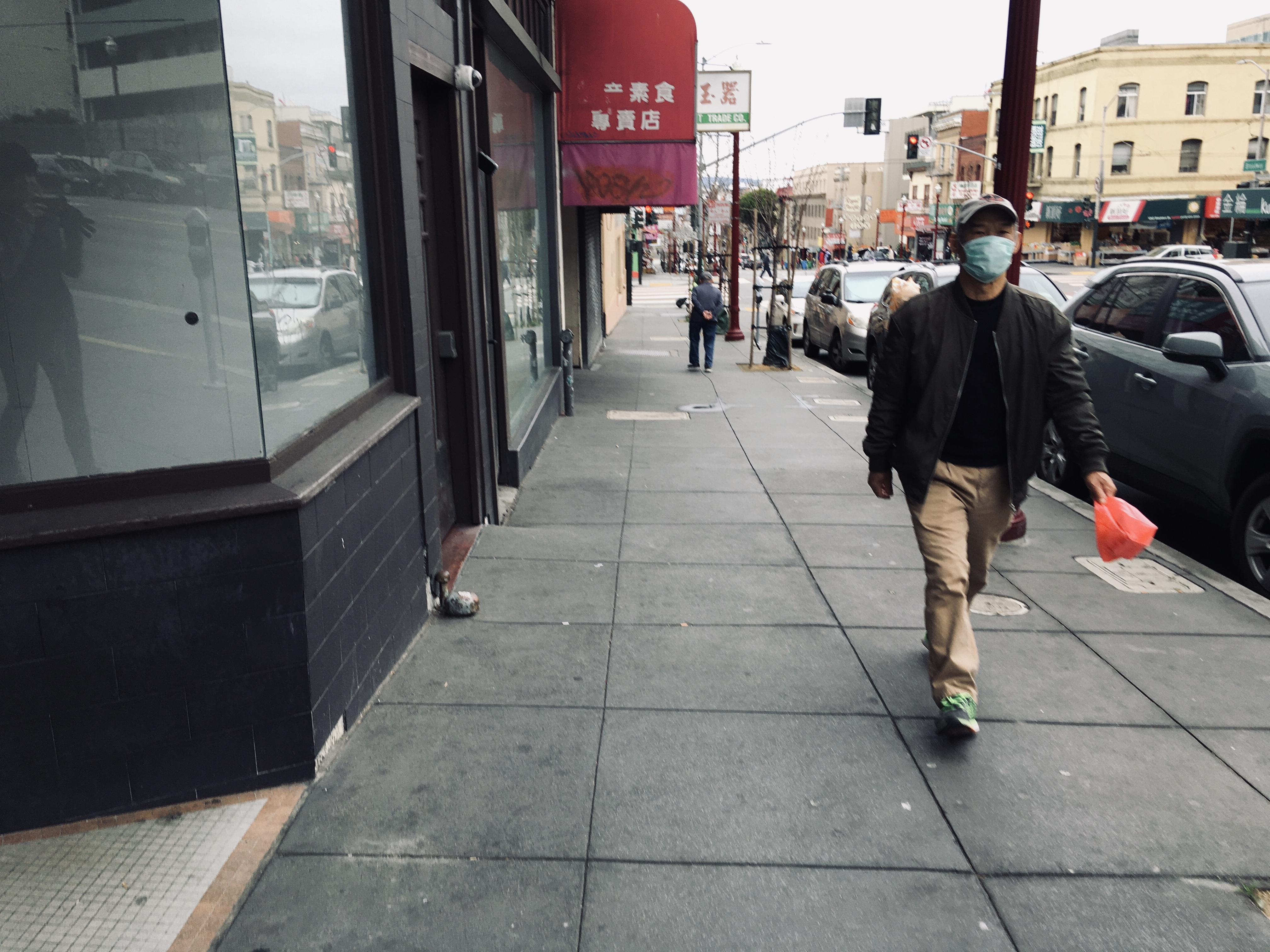
الحي الصيني في سان فرانسيسكو تحت أوامر الاحتماء في المكان.

### العلاقات العرقية
وُثقت عدة حوادث عنصرية تجاه الأمريكيين الآسيويين وسكان جزر المحيط الهادي في منطقة الخليج. عبر مسؤولون ومنظمات مجتمعية عن قلقها أن المخاوف من مرض كوفيد-19 ستؤثر بشكل غير ملائم على أعمال الأمريكيين الآسيويين.
في 24 فبراير، تجولت نانسي بيلوسي المتحدثة باسم مجلس النواب في الحي الصيني في سان فرانسيسكو لتدعم المتاجر المحلية التي تدهورت أعمالها منذ بدء الجائحة في الصين.

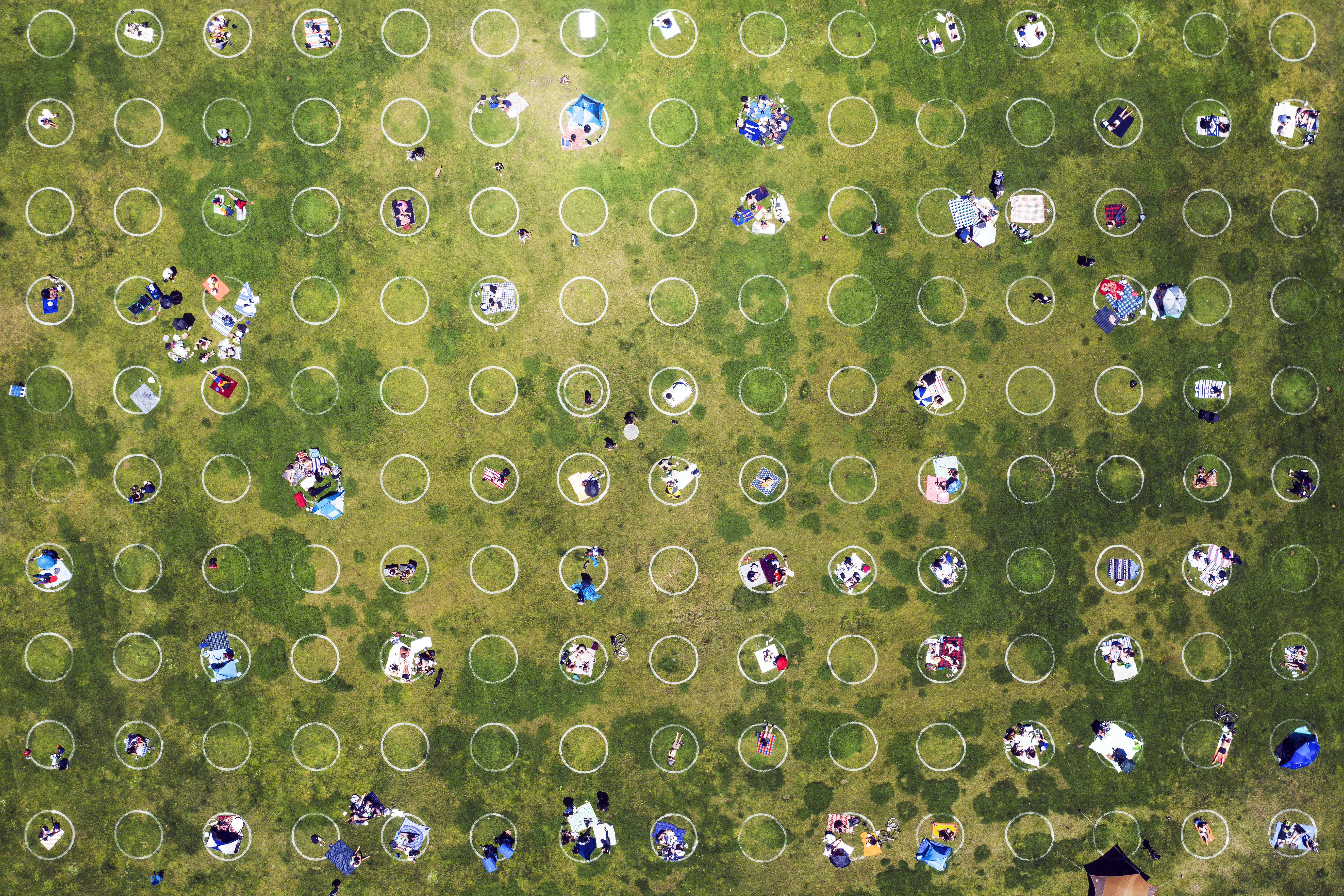
دوائر بيضاء على العشب في منتزه دولوريس في يوم الذكرى

### الترفيه
لدفع الناس إلى الالتزام بالتباعد الاجتماعي خلال عطلة يوم الذكرى، قام قسم المنتزهات والترفيه في سان فرانسيسكو برسم شبكة من الدوائر البيضاء بقطر 10 أقدام (3 أمتار)، يفصل بينها فراغ طوله 8 أقدام (2.4 متر) على عشب منتزه ميشن دولوريس وواشنطن سكوير ومنتزهين آخرين في المدينة.
كان من المخطط القيام بمهرجان الشارع فيفا كول إس جي نصف السنوي الخامس في سان خوسيه بتاريخ 17 مايو، ولكن حل مكانه جولة افتراضية.

### الدين
في 13 مارس، أغلقت أبرشية الروم الكاثوليك في سان خوسيه كل المدارس الأبرشية حتى 20 أبريل على الأقل، وعلقت القداسات العامة وأعفت من الالتزام بحضور القداس من 14 مارس حتى إشعار آخر. علقت أبرشية أوكلاند أيضًا القداسات العامة في 16 مارس، وتبعتها أبرشية سان فرانسيسكو وسانتا روزا في 17 مارس. في 18 مارس، أجل مؤتمر الأساقفة الكاثوليك في كاليفورنيا الاحتفال العام بالقداس في أنحاء الولاية حتى إشعار آخر.

### الرياضة
بعد منع مقاطعة سانتا كلارا كل التجمعات الكبيرة التي تزيد عن 1,000 شخص لمدة 3 أسابيع بدءًا من 11 مارس، أعلن فريق سان خوسيه شاركس المشارك في دوري الهوكي الوطني ونادي غولدن ستايت ووريورز في الرابطة الوطنية لكرة السلة أن كل المباريات المتبقية على أرضهم في الموسم النظامي ستُلعب ضمن ملاعب مغلقة دون جمهور. بعد مباراته في 12 مارس ضد نادي بروكلين نتس، أصبح فريق ووريورس أول فريق رياضي احترافي يلعب مباراةً دون جمهور بسبب الجائحة.
انسحبت كل من مدرسة ساكرامنتو-آريا ومدرسة آركبيشوب ريوردان الثانوية ومدرسة ميلانو من مسابقة بطولة شمال كاليفورنيا التي ينظمها اتحاد كاليفورنيا المدرسي (سي آي إف) بعد إجبارها على الإغلاق.

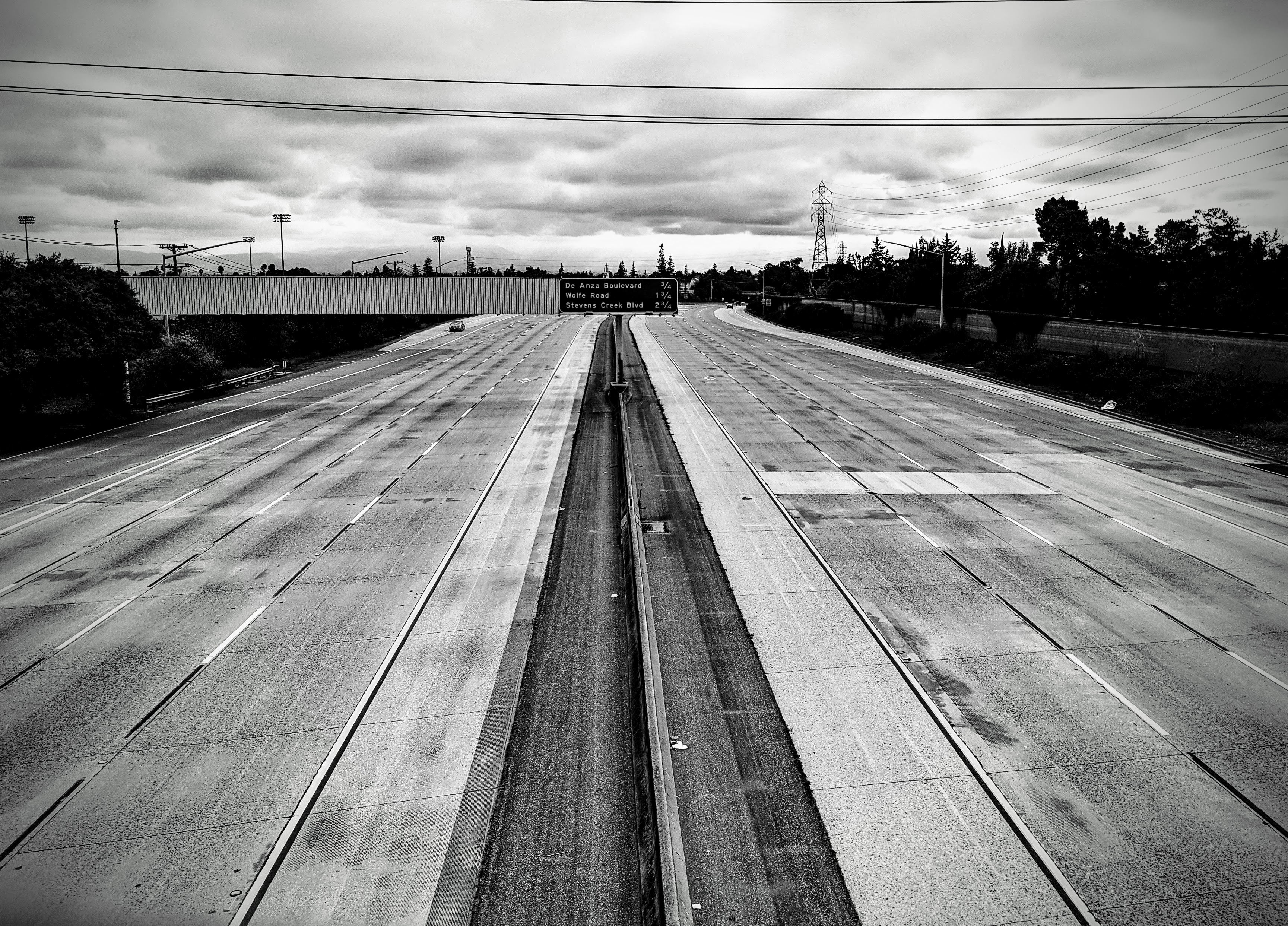
طريق سريع فارغ في كوبيرتينو في ساعة الذروة من صباح يوم الجمعة.

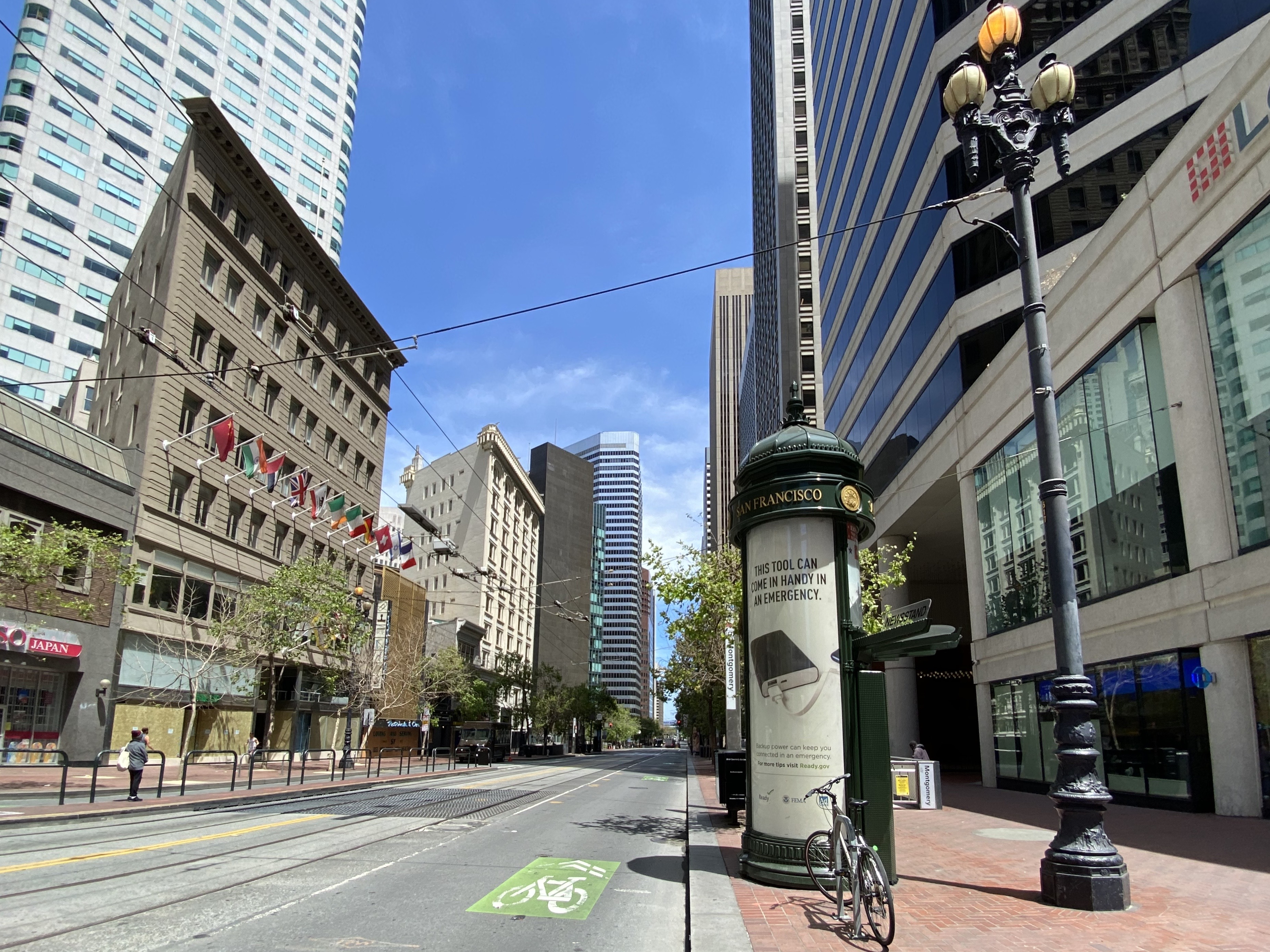
شارع سوق مهجور في حي فينانسيال ديستريكت في سان فرانسيسكو في ظهيرة أحد أيام الأسبوع.

## التأثير البيئي
نتج عن أوامر الاحتماء في المكان واسعة التأثير في منطقة الخليج تناقص هام في الازدحام المروري، والذي يعد المصدر الرئيسي لتلوث الهواء في المنطقة.
خلال الأسبوع الأول من تطبيق أوامر الاحتماء في المكان، تناقصت مستويات ملوثات الهواء بمقدار الثلث مقارنة بالفترة نفسها من العام السابق، بينما انخفضت مستويات ثنائئ أكسيد النيتروجين في الجو إلى النصف تقريبًا مقارنةً بالأسبوع السابق.
انخفضت حركة المرور في جسر سان فرانسيسكو-أوكلاند بمقدار 40% مقارنةً بالفترة قبل أسبوعين، وبحلول شهر أبريل تناقصت الحركة في منطقة الخليج بمقدار 70%. ساهم انخفاض حركة الشحن في ميناء أوكلاند بمقدار 11% في تحسين نوعية الهواء، وقدر أستاذ مساعد في علوم نظام الأرض في جامعة ستانفورد أن تحسن نوعية الهواء في منطقة الخليج خلال فترة الإغلاق سيؤدي إلى انخفاض عدد الوفيات الناجمة عن تلوث الهواء بمقدار 10 وفيات كل أسبوع.
وفقًا لمنظمة «أنقذوا الخليج»، أدى تناقص حركة المرور إلى انخفاض تلوث الماء والضجيج في خليج سان فرانسيسكو وما حوله، لكن الحركة والازدحام قد يعودان لمستوياتهما الطبيعية بعد رفع أوامر الاحتماء في المكان بسبب تجنب استخدام وسائل النقل العامة.